# Danh sách phim TVB năm 2012
Đây là danh sách phim truyền hình do TVB phát hành năm 2012.

## Top 10 phim xếp hạng cao nhất
| Xếp hạng | Tên phim                | Tên phim tiếng Anh      | Tên phim tiếng Trung | Điểm số | Lượt xem tại Hồng Kông |
| -------- | ----------------------- | ----------------------- | -------------------- | ------- | ---------------------- |
| 1        | Bảo vệ nhân chứng       | Witness Insecurity      | 護花危情             | 31.75   | 2.013 triệu            |
| 2        | Đại thái giám           | The Confidant           | 大太監               | 31      | 1.974 triệu            |
| 3        | Cuộc chiến của siêu sao | Divas in Distress       | 巴不得媽媽...        | 30.8    | 1.959 triệu            |
| 4        | Sứ mệnh 36 giờ          | The Hippocratic Crush   | On Call 36小時       | 30.6    | 1.958 triệu            |
| 5        | Người cha tuyệt hảo     | Daddy Good Deeds        | 當旺爸爸             | 30.2    | 1.919 triệu            |
| 6        | Hồi đáo Tam Quốc        | Three Kingdoms RPG      | 回到三國             | 30      | 1.918 triệu            |
| 7        | Nấc thang tình yêu      | The Last Steep Ascent   | 天梯                 | 30      | 1.917 triệu            |
| 8        | Ranh giới thiện ác      | Highs and Lows          | 雷霆掃毒             | 30      | 1.915 triệu            |
| 9        | Tranh quyền đoạt vị     | The Greatness of a Hero | 盛世仁傑             | 30      | 1.91 triệu             |
| 10       | Quyền vương             | Gloves Come Off         | 拳王                 | 29.9    | 1.908 triệu            |

## Dòng phim thứ nhất
| Công chiếu        | Tên phim         | Tên phim tiếng Anh | Số tập | Diễn viên                                                                                                 | Điểm số tb | Thể loại | Website          |
| ----------------- | ---------------- | ------------------ | ------ | --- | ---------- | -------- | ---------------- |
| 31/10/2011– 11/05 | Lời hứa vội vàng | Til Love Do Us Lie | 139    | Trương Triệu Huy, Thương Thiên Nga, Đằng Lệ Danh, Hanjin Tan, Lâm Hạ Vi, Viên Vỹ Hào, Tuyết Tâm, Hồ Phong | 25         | Hài kịch | Official website |
| 14/05– present    | Mái ấm gia đình  | Come Home Love     | 700    | Lưu Đan, Từ Vinh, Lê Nặc Ý, Quách Thiểu Vân, Yvonne Lam, Joey Law, Gia Mân, Chu Tuệ Mẫn                   | TBA        | Hài kịch | Official website |

## Dòng phim thứ hai
| Công chiếu      | Tên phim            | Tên phim tiếng Anh              | Số tập | Diễn viên | Điểm số tb | Thể loại            | Website          |
| --------------- | ------------------- | ------------------------------- | ------ | --- | ---------- | ------------------- | ---------------- |
| 6/12/2011– 2/01 | Lang quân như ý     | Bottled Passion                 | 21     | Chu Lệ Kỳ, Hoàng Hạo Nhiên, Diêu Tử Linh, Cung Gia Hân, Tào Vĩnh Liêm, Diêu Gia Ni, Trần Tú Châu                                                                           | 29         | Lịch sử             | Official website |
| 3/01– 29/01     | Hoán đổi thân phận  | Wish and Switch                 | 20     | Hồ Hạnh Nhi, Lý Thi, Lý Tư Tiệp, Vương Hạo Tín, Thương Thiên Nga, Thang Doanh Doanh                                                                                        | 28         | Hài kịch            | Official website |
| 30/01– 24/02    | Tứ giác tình yêu    | Let It Be Love                  | 20     | Trần Hào, Xa Thi Mạn, Hoàng Đức Bân, Giang Hân Yến, Chu Tuệ Mẫn, Diệp Thúy Thúy                                                                                            | 27         | Tình cảm            | Official website |
| 27/02– 1/04il   | Đông cung tây lược  | Queens of Diamonds and Hearts   | 25     | Quách Tấn An, Trần Pháp Lạp, Trần Mẫn Chi, Nguyễn Triệu Tường, Hoàng Trí Hiền, Tào Vĩnh Liêm, Tiểu Nghi, Lữ Tuệ Nghi, Trần Tự Dao, Lương Liệt Duy                          | 29         | Cổ trang, Hài kịch  | Official website |
| 2/04– 27/04     | Tranh quyền đoạt vị | The Greatness of a Hero         | 20     | Trịnh Tắc Sĩ, Trần Cẩm Hồng, Quách Thiện Ni, Liêu Bích Nhi, Lê Diệu Tường, Lý Hương Cầm, Trần Tú Châu, Đường Ninh                                                          | 30         | Lịch sử             | Official website |
| 30/04– 8/06e    | Diệu vũ Trường An   | House of Harmony and Vengeance  | 30     | Âu Dương Chấn Hoa, Hồ Hạnh Nhi, Chung Gia Hân, Mạch Trường Thanh | 29.5       | Cổ trang            | Official website |
| 11/06e– 6/07y   | Con đường mưu sinh  | No Good Either Way              | 20     | Trần Triển Bằng, Điền Nhụy Ni, Nguyễn Triệu Tường, Kiều Bảo Bảo, Đường Thi Vịnh, Trần Trí, Âu Cẩm Đường, Quách Thiểu Vân                                                   | 29         | Hài kịch            | Official website |
| 9/07y– 10/08    | Hồi đáo Tam Quốc    | Three Kingdoms RPG              | 25     | Lâm Phong, Mã Quốc Minh, Trần Triển Bằng, Dương Di, Hạ Vũ, Lưu Giang | 30         | Lịch sử, Viễn tưởng | Official website |
| 13/08– 16/09t   | Thời thế tạo vương  | King Maker                      | 28     | Lê Diệu Tường, Trịnh Tắc Sĩ, Ngao Gia Niên, Lê Nặc Ý, Điền Nhụy Ni, Đường Thi Vịnh, Diêu Tử Linh, Uyển Quỳnh Đan, Quách Thiểu Vân, Quách Phong                             | 29         | Lịch sử             | Official website |
| 17/09– 19/10    | Nấc thang tình yêu  | The Last Steep Ascent           | 25     | Trần Hào, Trương Khả Di, Hoàng Đức Bân, Trần Nhân Mỹ, La Lan, Tiêu Chính Nam, Cheung Kwok-keung, Nhạc Hoa                                                                  | 30         | Lịch sử, Tình cảm   | Official website |
| 22/10– 14/12    | Danh viện vọng tộc  | Silver Spoon, Sterling Shackles | 40     | Lưu Tùng Nhân, Trần Ngọc Liên, Dương Di, Mã Quốc Minh, Ngô Trác Hy, Chu Thần Lệ, Giang Mỹ Nghi, Hàn Mã Lợi, Cổ Hiểu Thần, Vương Hạo Tín, Mã Trại, Thạch Tu, Hoàng Trí Hiền | 29         | Lịch sử             | Official website |
| 18/12– 11/01    | Vòng quay hạnh phúc | Missing You                     | 20     | Chung Gia Hân, Trần Trí, Lâm Hạ Vy, Tưởng Chí Quang, Nhạc Đồng, Calvin Chan, Hàn Mã Lợi                                                                                    | TBA        | Drama               | Official website |

## Dòng phim thứ ba
| Công chiếu       | Tên phim                | Tên phim tiếng Anh    | Số tập | Diễn viên | Điểm số tb | Thể loại            | Website          |
| ---------------- | ----------------------- | --------------------- | ------ | --- | ---------- | ------------------- | ---------------- |
| 21/11/2011– 1/01 | Tình không lối thoát    | When Heaven Burns     | 30     | Lâm Bảo Di, Trần Hào, Hoàng Đức Bân, Xa Thi Mạn, Thiệu Mỹ Kỳ, Kim Yến Linh | 25         | Drama               | Official website |
| 3/01– 12/02      | Ước mơ xa vời           | L'Escargot            | 30     | Miêu Kiều Vỹ, Quách Thiện Ni, Tạ Thiên Hoa, Chung Gia Hân, Ngô Trác Hy, Đằng Lệ Danh                                                                                           | 29         | Drama               | Official website |
| 13/02– 16/03     | Sứ mệnh 36 giờ          | The Hippocratic Crush | 25     | Mã Quốc Minh, Dương Di, La Trọng Khiêm, Hoàng Trí Văn, Viên Vỹ Hào, Trương Tuệ Văn                                                                                             | 30.6       | Y học               | Official website |
| 19/03– 13/04     | Người cha tuyệt hảo     | Daddy Good Deeds      | 20     | Hạ Vũ, Mã Tuấn Vỹ, Chung Gia Hân, Tiêu Chính Nam, Mạch Trường Thanh, Hồ Định Hân, Nhạc Đồng, Chu Thông                                                                         | 30.2       | Hài kịch            | Official website |
| 16/04– 18/05     | Quyền vương             | Gloves Come Off       | 25     | Trịnh Gia Dĩnh, Hoàng Hạo Nhiên, Lý Thi, Đường Thi Vịnh, Hồ Định Hân, Hoàng Đức Bân                                                                                            | 29.9       | Hành động           | Official website |
| 21/05– 29/06e    | Tâm chiến               | Master of Play        | 30     | Trịnh Thiếu Thu, Trần Hào, Hoàng Đức Bân, Thiệu Mỹ Kỳ, Trần Nhân Mỹ | 25         | Tội phạm, Kinh dị   | Official website |
| 2/07y– 27/07y    | Bảo vệ nhân chứng       | Witness Insecurity    | 20     | Chung Gia Hân, Hoàng Tông Trạch, Tần Bái, Tưởng Chí Quang, Nhạc Đồng, Ronald Law, Chu Tuệ Mẫn                                                                                  | 31.75      | Hành động, Tình cảm | Official website |
| 30/07y– 25/08    | Tòa án lương tâm 2      | Ghetto Justice II     | 21     | Tommy Leung, Trịnh Gia Dĩnh, Hồ Hạnh Nhi, Lý Xán Sâm, Lâm Tử Thiện, Tào Vĩnh Liêm, Mạch Trường Thanh, Cẩu Vân Tuệ, Giang Mỹ Nghi                                               | 29         | Pháp luật           | Official website |
| 27/08– 23/09     | Cuộc chiến của siêu sao | Divas in Distress     | 22     | Uông Minh Thuyên, Gigi Wong, Tiền Gia Lạc, La Trọng Khiêm, Hoàng Trí Văn, Sầm Lệ Hương, Chung Cảnh Huy                                                                         | 30.8       | Hài kịch            | Official website |
| 24/09– 4/11      | Ranh giới thiện ác      | Highs and Lows        | 30     | Miêu Kiều Vỹ, Lâm Phong, Từ Tử San, Ngô Ỷ Lị, Quan Ân, Hoàng Trí Hiền, Âu Dương Tĩnh, Quách Chính Hồng, Lâm Tử Thiện, Law Lok-lam                                              | 30         | Tội phạm, Hành động | Official website |
| 5/11– 16/12      | Đại thái giám           | The Confidant         | 33     | Lê Diệu Tường, Mễ Tuyết, Thiệu Mỹ Kỳ, Hoàng Hạo Nhiên, Trần Nhân Mỹ, Hồ Định Hân, Tào Vĩnh Liêm, Tiêu Chính Nam, Nhạc Hoa, Đường Thi Vịnh, Lương Liệt Duy, Trần-Trận Quốc Bang | 31         | Lịch sử             | Official website |
| 18/12– 18/01     | Pháp võng truy kích     | Friendly Fire         | 26     | Tommy Leung, Tạ Thiên Hoa, Dương Di, Sâm Mỹ, Trần Mẫn Chi, Nguyễn Triệu Tường, Hứa Thiệu Hùng, Trần Vỹ, Vương Hạo Tín, Lương Liệt Duy                                          | TBA        | Pháp luật           |                  |

## Phim cuối tuần
| Công chiếu   | Tên phim | Tên phim tiếng Anh | Số tập | Diễn viên                                                                               | Điểm số tb | Thể loại                        | Website          |
| ------------ | -------- | ------------------ | ------ | --------------------------------------------------------------------------------------- | ---------- | ------------------------------- | ---------------- |
| 24/06– 12/08 | Phi hổ   | Tiger Cubs         | 13     | Mã Đức Chung, Tuyên Huyên, La Trọng Khiêm, Lương Liệt Duy, Vương Hạo Tín, Hoàng Trí Văn | 28.3       | Trinh thám, Cảnh sát, Hành động | Official website |